# Palavras ditas e retornadas
As palavras ditas e retornadas são referências religiosas recorrentes em preces católicas populares portuguesas e brasileiras. As palavras, cujo número varia conforme a tradição - podendo ser 12, 13 ou 15 -, não se referem a vocábulos individuais; antes, dizem respeito a acontecimentos e dogmas ligados à tradição católica, quer oficial ou popular, que tenham relação com a ordem numérica. As palavras ditas e retornadas geralmente se inserem em complexas orações, em que se narra o desafio proposto pelo demônio àquele que as venha proferir, ou ao seu Anjo da Guarda. O diálogo inicial entre o demônio e o protagonista - geralmente chamado de Custódio ou Cristóvão - permeia toda a prece, e varia imensamente conforme a tradição. Em algumas delas, aliás, sequer se menciona o diabo, tornando sua menção implícita. Um exemplo paradigmático da disputa entre os interlocutores é fornecido por Pedroso ([200?], p. 88), que a informa da seguinte maneira:
Diabo - Custódio amigo, tu queres ser santo?
Pessoa - Custódio sim, amigo teu não!
Quero sim, pela graça de Deus
E do Divino Espírito Santo
Diabo - Hás de dizer-me doze palavras ditas e retornadas. Quais (sic) delas é a primeira [ou qual delas é a um][...]
Frente à provocação do demônio, deve-se dizer a referência religiosa equivalente ao número  por ele proposto mais as antecedentes. Assim, dita a segunda referência religiosa, deve-se dizer também a primeira, e dita a terceira, deve-se dizer também a segunda e a primeira, e assim sucessivamente. A interrupção da prece ou erro no encadeamento das referências religiosas, segundo a tradição popular, significaria tornar-se vulnerável às artimanhas do demônio, de modo que a execução da prece somente deve se realizar em situações extremas. A referência religiosa associada a cada número varia grandemente conforme o lugar em que se recite. Na tentativa de tornar fácil o entendimento, pode-se propor a seguinte ordem numérica, sem pretensão de fazê-la exaustiva de todas as possibilidades:
Um: o sol mais claro que a lua , o Senhor Jesus Cristo ou a Santa Casa de Jerusalém.
Dois: as duas tábuas de Moisés.
Três: as três pessoas da Santíssima Trindade ou os três profetas: Abraão, Isaque e Jacó'
Quatro: os quatro evangelistas'
Cinco: as cinco chagas de Nosso Senhor Jesus Cristo 
Seis: os seis filhos bentos, os seis celebrantes ou os seis círios bentos
Sete: os sete coros de anjos, os sete pecados mortais ou os sete sacramentos.
Oito: os oito coros de anjos ou os oito corpos santos
Nove: os nove meses em que Nossa Senhora trouxe seu menino no ventre ou os nove salmos sentenciados
Dez: os dez mandamentos
Onze: as onze mil virgens'
Doze: os doze apóstolos de Cristo
A última estrofe, na maioria das vezes a decima terceira, pode conter um exconjuro ao demônio, conforme demonstra Fontes (1987, p. 874):
Treze raios tem o sol
Treze raios tem a lua;
Parte-te daqui, demônio, p'ro inferno
Que esta alma não é tua
Em outros casos, entretanto, a prece pode se estender para além de 13, e findar com a recitação do Pai Nosso, Ave Maria, ou outra reza católica, dedicadas às Cinco Chagas de Cristo ou outra devoção.
A tradição popular atribui propriedades extraordinárias a essas orações: recitadas sobre os agonizantes, teriam a capacidade de o salvar do inferno; ademais, possuiriam a capacidade de fazer envultar quem as recite, apagar queimadas e proteger dos perigos do corpo e da alma, atuando de maneira tão forte que o recitador se sentiria abatido depois de as dizer.